# Somogygeszti, Somogy
Somogygeszti  este un sat în districtul Kaposvár, județul Somogy, Ungaria, având o populație de 493 de locuitori (2011). 

## Demografie
Componența etnică a satului Somogygeszti
     Maghiari (77,1%)
     Romi (21,82%)
     Necunoscut (0,54%)
     Germani (0,54%)
     Alții (0,54%)
Componența confesională a satului Somogygeszti
     Romano-catolici (64,71%)
     Fără religie (12,78%)
     Reformați (2,43%)
     Necunoscută (20,08%)
     Alte religii (2,64%)
Conform recensământului din 2011, satul Somogygeszti avea 493 de locuitori. Din punct de vedere etnic, majoritatea locuitorilor (77,1%) erau maghiari, cu o minoritate de romi (21,82%). Apartenența etnică nu este cunoscută în cazul a 0,54% din locuitori.  Din punct de vedere confesional, majoritatea locuitorilor (64,71%) erau romano-catolici, existând și minorități de persoane fără religie (12,78%) și reformați (2,43%). Pentru 20,08% din locuitori nu este cunoscută apartenența confesională.